# Copa Libertadores 1963
W czwartej edycji Copa Libertadores udział wzięło 9 klubów reprezentujących osiem krajów. Spośród państw zrzeszonych w CONMEBOL zabrakło reprezentantów Boliwii i Wenezueli. Zwycięzcą drugi raz z rzędu został brazylijski klub Santos FC. W finale turnieju po raz pierwszy znalazł się klub z Argentyny – był to Boca Juniors. Broniący tytułu Santos nie wziął udziału w fazie grupowej i od razu awansował do półfinału. W fazie grupowej wystąpił drugi zespół brazylijski – Botafogo FR (finalista Taça do Brasil z 1962 roku), który w półfinale uległ Santosowi.

## 1/4 finału

### Grupa 1Brazylia,Kolumbia,Peru
| 24.04 1963 Alianza Lima – Millonarios FC 0:0 |
| 26.05 1963 Millonarios FC – Alianza Lima 0:1 - 0:1 Víctor Zegarra |
| 30.06 1963 Alianza Lima – Botafogo FR 0:1 - 0:1 Élton |
| 07.07 1963 Millonarios FC – Botafogo FR 0:2 - Antoninho, Rildo |
| 21.07 1963 Botafogo FR – Millonarios FC X - mecz nie rozegrany z winy Millonarios (które już nie miało szans na awans i wolało zaplacić 4500 USD niż ponosić koszty podróży do Rio de Janeiro). Punkty przyznano Botafogo (ale wynik zostawiono jako 0:0) |
| 24.07 1963 Botafogo FR – Alianza Lima 2:1 - Jairzinho, Nílton Santos – Enrique Tenemás |

| Klub           | Mecze | Zw | Rem | Por | Pkt | BrZd | BrStr |
| -------------- | ----- | -- | --- | --- | --- | ---- | ----- |
| Botafogo FR    | 4     | 4  | 0   | 0   | 8   | 5    | 1     |
| Alianza Lima   | 4     | 1  | 1   | 2   | 3   | 2    | 3     |
| Millonarios FC | 4     | 0  | 1   | 3   | 1   | 0    | 3     |

### Grupa 2Ekwador,Urugwaj
| 09.06 1963 CD Everest – CA Peñarol 0:5 - José Francisco Sasía (3), Pedro Virgilio Rocha (2)                                          |
| 07.07 1963 CA Peñarol – CD Everest 9:1 - Alberto Spencer (5), Roberto Matosas (2), Pedro Virgilio Rocha, Julio Abbadie – Pedro Gandó |

| Klub       | Mecze | Zw | Rem | Por | Pkt | BrZd | BrStr |
| ---------- | ----- | -- | --- | --- | --- | ---- | ----- |
| CA Peñarol | 2     | 2  | 0   | 0   | 4   | 14   | 1     |
| CD Everest | 2     | 0  | 0   | 2   | 0   | 1    | 14    |

### Grupa 3Argentyna,Chile,Paragwaj
| 07.04 1963 Club Olimpia – Boca Juniors 1:0 - 1:0 Benicio Ferreira                                                                         |
| 14.04 1963 Boca Juniors – Club Olimpia 5:3 - Paulo Valentim (2), Norberto Menéndez (2), Omar Oreste Corbatta – Eladio Zárate (2), Segovia |
| 26.06 1963 Boca Juniors – Club Universidad de Chile 1:0 - Alberto Mario González                                                          |
| 17.06 1963 Club Universidad de Chile – Club Olimpia 4:1 - Ernesto Alvarez (2), Ruben Marcos, Braulio Musso – Félix Arámbulo               |
| 24.07 1963 Club Olimpia – Club Universidad de Chile 2:1 - Núñez (2) – Alfonso Sepúlveda                                                   |
| 31.07 1963 Club Universidad de Chile – Boca Juniors 2:3 - Carlos Campos (2) – José Sanfilippo (3)                                         |

| Klub                      | Mecze | Zw | Rem | Por | Pkt | BrZd | BrStr |
| ------------------------- | ----- | -- | --- | --- | --- | ---- | ----- |
| Boca Juniors              | 4     | 3  | 0   | 1   | 6   | 9    | 6     |
| Club Olimpia              | 4     | 2  | 0   | 2   | 4   | 7    | 10    |
| Club Universidad de Chile | 4     | 1  | 0   | 3   | 2   | 7    | 7     |

### Obrońca tytułu
| Santos FC jako obrońca tytułu awansował do 1/2 finału bez gry |

## 1/2 finału
| Santos FC – Botafogo FR 1:1 i 4:0 1 22.08 1963 Pelé – Jairzinho 2 28.08 1963 Pelé (3), Lima                                      |
| CA Peñarol – Boca Juniors 1:2 i 0:1 1 07.08 1963 Rubén Alfredo Magdalena s – Paulo Valentim (2) 2 15.08 1963 0:1 José Sanfilippo |

## FINAŁ
| Santos FC – Boca Juniors 3:2 i 2:1 |
| 3 września 1963 Rio de Janeiro Estádio do Maracanã (55 000) Santos FC – Boca Juniors 3:2 (3:1) Sędzia: Bois (Francja) Bramki: 1:0 Coutinho 2, 2:0 Coutinho 21, 3:0 Lima 28, 3:1 José Sanfilippo 43, 3:2 José Sanfilippo 89 Santos FC: Gilmar – Mauro, Geraldino, Dalmão, Zito, Calvet, Narciso Dorval, Lima, Coutinho, Pelé, Pepe Club Atlético Boca Juniors: Néstor Martín Errea – Rubén Alfredo Magdalena, Silvio Marzolini (Orlando), Carmelo Simeone, Antonio Ubaldo Rattín, Alcides Silveira, Ernesto Grillo, Alfred Rojas, Norberto Menéndez, José Sanfilippo, Alberto Mario González |
| 11 września 1963 Buenos Aires La Bombonera (50 000) Boca Juniors – Santos FC 1:2 (0:0) Sędzia: Bois (Francja) Bramki: 1:0 José Sanfilippo 46, 1:1 Coutinho 50, 1:2 Pelé 82 Club Atlético Boca Juniors: Néstor Martín Errea – Rubén Alfredo Magdalena, Orlando, Carmelo Simeone, Antonio Ubaldo Rattín, Alcides Silveira, Ernesto Grillo, Alfred Rojas, Norberto Menéndez, José Sanfilippo, Alberto Mario González Santos FC: Gilmar – Mauro, Geraldino, Dalmão, Zito, Calvet, Narciso Dorval, Lima, Coutinho, Pelé, Pepe                                                                    |

## Strzelcy
| Gole | Piłkarz         | Klub         |
| ---- | --------------- | ------------ |
| 7    | José Sanfilippo | Boca Juniors |

## Klasyfikacja
Poniższa tabela ma charakter statystyczny. O kolejności decyduje na pierwszym miejscu osiągnięty etap rozgrywek, a dopiero potem dorobek bramkowo-punktowy. W przypadku klubów, które odpadły w rozgrywkach grupowych o kolejności decyduje najpierw miejsce w tabeli grupy, a dopiero potem liczba zdobytych punktów i bilans bramkowy.
| Poz                                                                   | Klub                      | Mecze | Zw | Rem | Por | Pkt | BrZd | BrStr |
| --------------------------------------------------------------------- | ------------------------- | ----- | -- | --- | --- | --- | ---- | ----- |
| 1                                                                     | Santos FC                 | 4     | 3  | 1   | 0   | 7   | 10   | 4     |
| 2                                                                     | Boca Juniors              | 8     | 5  | 0   | 3   | 10  | 15   | 12    |
| 3                                                                     | Botafogo FR               | 5     | 3  | 1   | 1   | 7   | 6    | 6     |
| 4                                                                     | CA Peñarol                | 4     | 2  | 0   | 2   | 4   | 15   | 4     |
| 5                                                                     | Club Olimpia              | 4     | 2  | 0   | 2   | 4   | 7    | 10    |
| 6                                                                     | Alianza Lima              | 4     | 1  | 1   | 2   | 3   | 2    | 3     |
| 7                                                                     | CD Everest                | 2     | 0  | 0   | 2   | 0   | 1    | 14    |
| 8                                                                     | Club Universidad de Chile | 4     | 1  | 0   | 3   | 2   | 7    | 7     |
| 9                                                                     | Millonarios FC            | 3     | 0  | 1   | 2   | 1   | 0    | 3     |
| Podsumowanie: 19 meczów, w tym 2 remisy, 63 bramki - 3.32 bramki/mecz |                           |       |    |     |     |     |      |       |